# Calcantite

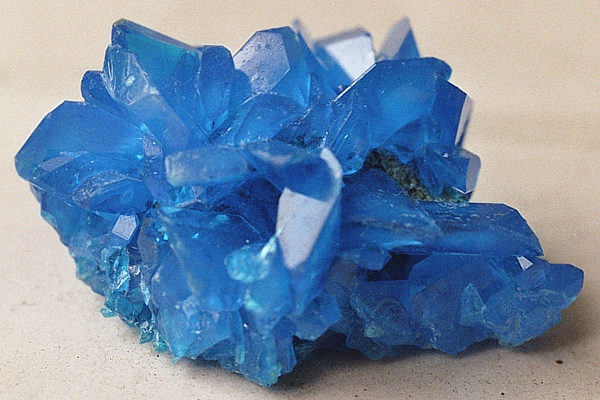
Calcantite

A calcantite (no Brasil, calcantita), popularmente conhecida também por vitríolo-azul e caparrosa-azul, é um mineral pouco comum que cristaliza no sistema triclínico. Pode ser também botrioidal ou estalactítica e tem brilho vítreo. É solúvel em água fria e tem um forte sabor amargo e adstringente, o que ajuda a identificá-la. É usada para extração de cobre e se forma por oxidação de sulfetos, sempre em regiões áridas. É produzida sinteticamente para uso na viticultura e no combate a pragas. 

## Características
- Cor: azul
- Dureza: 2,5
- Densidade: 2,1-2,3
- Composição: Sulfato de cobre penta-hidratado ( CuSO4. 5H2O)

## Localização
Não oferece grande interesse industrial pelas poucas jazidas que existem (norte do Chile e Rio Tinto, Espanha). Existem referências ao vitríolo de cobre, no tempo dos Antigos Egípcios.